# La Presa A.L.R. (Tijuana)
La Delegación La Presa A.L.R. (acrónimo de Abelardo L. Rodríguez) es una demarcación territorial y administrativa del municipio de Tijuana, en Baja California, México, ubicada al este de la ciudad. Es la segunda delegación más poblada del municipio y la principal demarcación suburbana.  

## Historia
El nombre de la delegación deriva de la Presa Abelardo L. Rodríguez, construcción que fue inaugurada el 20 de noviembre de 1940. El nombre de la presa se le debe al exgobernador y también expresidente de México, Abelardo L. Rodríguez. En 1954 se convirtió en delegación del recién creado municipio de Tijuana, luego de llamarse La Presa García, en honor al Rancho García ubicado en el cañón donde se construyó La Presa.
El 30 de noviembre de 2013, el cabildo de Tijuana decide dividir La Presa en dos: La Presa A.L.R. y La Presa Este; por lo que, aunque físicamente ya no tenía contacto con la presa, el nombre que históricamente le había pertenecido, lo mantuvo.     

## Paisaje Urbano
| Noroeste: Otay Centenario | Norte: Otay Centenario | Nordeste: Presa Este |
| Oeste: Cerro Colorado     |                        | Este: La Presa Este  |
| Suroeste: Presa Este      | Sur: Presa Este        | Sureste: Presa Este  |

La delegación La Presa A.L.R. colinda al norte con la delegación  Otay Centenario; al oeste con la delegación Cerro Colorado y el resto, se encuentra rodeada por La Presa Este, demarcación que antes pertenecía a esta.

### Barrios o colonias
A diferencia de otras ciudades en el mundo, los barrios en México son colonias que no cuentan realmente con alguna autoridad gubernamental oficial, aunque en ocasiones se cuenta con alguna junta de colonos. La demarcación está conformada, principalmente, por fraccionamientos y algunas colonias, de las cuales las más conocidas son las siguientes:
Mariano Matamoros, Villa Fontana, El Pípila, Altiplano, Valle Verde, Villa Real, Ejido Francisco Villa, Anabel, Colas de Matamoros, Mariano, entre otras. 

### Salud
- ISSSTECALI Mariano Matamoros
- Clínica No. 34 IMSS
- Centro de Salud Mariano Matamoros
- Centro Psicológico de Atención a la Familia

### Lugares de interés
- Delegación La Presa A.L.R.
- Estatua del Borrego Cimarrón
- Parroquia Inmaculado Corazón de María
- Oratorio Salesiano San José Obrero
- Panteón Municipal #10

## Ocio
La delegación La Presa A.L.R. no cuenta precisamente con variedad de ocio y cultura; más allá de unidades deportivas y parques, los espacios culturales son limitados y son los centros comerciales, los cuales se convierten en la atracción popular.

### Centros culturales y bibliotecas
- Casa de la Cultura El Pípila
- La Cueva Astral
- Biblioteca Municipal Otilio Montaño
- Biblioteca Mariano Matamoros
- Biblioteca Sor Juana Inés de la Cruz
- Biblioteca Manuel Clemente Rojo

### Zonas comerciales
- Paseo 2000
- El Dorado
- Plaza Gran Florido
- Plaza Las Fuentes
- Laurel 1

### Parques
- Unidad Deportiva Mariano Matamoros
- Unidad Deportiva El Dorado
- Unidad Deportiva Del Bosque
- Parque Recreativo Villas
- Parque Valle Verde
- Parque Villa Fontana
- Parque Villa Aventura
- Parque Villa Encantada
- Unidad Deportiva Torres del Mariano
- Gimnasio Mariano Matamoros

### Escuelas
- Escuela Secundaria Técnica Número 39
- Secundaria 3 Técnica Estatal
- CECyTE Plantel Villa del Sol
- Escuela Primaria Tierra y Libertad
- Escuela Secundaria Gral. No. 34
- CBTis 237
- Escuela Secundaria Técnica Municipal No.2 Xicotencatl Leyva Alemán

## Movilidad
Las vialidades principales de esta demarcación son el Bulevar 2000, que inicia justo a unos metros de la caseta de cuota de la Autopista Federal No. 2,, y que lleva hacia el sur de la ciudad y Playas de Rosarito. Además, los bulevares Cucapah y Casablanca, continúan su curso desde la delegación Cerro Colorado, conectando con avenidas como Paseo de las Aguas y el Bulevar Francisco Blake Mora, en honor al ex-secretario de Gobernación durante el sexenio de Felipe Calderón. 
Las Rutas Independencia e Hidalgo son las principales vías del Mariano Matamoros, una de las colonias más extensas de delegación. 

## Delegados
| Delegados                         | Período                                           | Ayuntamiento       | Alcalde en turno                          | Partido |
| --------------------------------- | ------------------------------------------------- | ------------------ | ----------------------------------------- | ------- |
| Anel Fabiola Martínez Gutiérrez   | 22 de noviembre de 2022 - actual                  | XXIV Ayuntamiento  | Montserrat Caballero Ramírez              |         |
| Tania Guadalupe Guerrero Mena     | 1 de octubre de 2021- 20 de noviembre de 2022     | XXIV Ayuntamiento  | Montserrat Caballero Ramírez              |         |
| Irma Salgado González             | 5 de marzo de 2021- 30 de septiembre de 2021      | XXIII Ayuntamiento | Arturo González Cruz Karla Ruiz McFarland |         |
| Mónica Lucero Vázquez Arevalo     | 1 de octubre de 2019 - 5 de marzo de 2021         | XXIII Ayuntamiento | Arturo González Cruz Karla Ruiz McFarland |         |
| Juan Ramón López Medina           | 1 de diciembre de 2016 - 30 de septiembre de 2019 | XXII Ayuntamiento  | Juan Manuel Gastélum                      |         |
| Cynthia Lorena Sierra Morales     | 26 de febrero de 2016 - 30 de noviembre de 2016   | XXI Ayuntamiento   | Jorge Astiazarán Orcí                     |         |
| Arturo Aguirre González           | 1 de diciembre de 2013 - 26 de febrero de 2016    | XXI Ayuntamiento   | Jorge Astiazarán Orcí                     |         |
| Jaime Barba Silva                 | 8 de marzo de 2013 - 30 de noviembre de 2013      | XX Ayuntamiento    | Carlos Bustamante Anchondo                |         |
| Jorge Alberto Tsutusmi Valenzuela | 1 de diciembre de 2010 - 8 de marzo de 2013       | XX Ayuntamiento    | Carlos Bustamante Anchondo                |         |
| Rogelio Palomera Hernández        | 18 de abril de 2008 - 30 de noviembre de 2010     | XIX Ayuntamiento   | Jorge Ramos Hernández                     |         |
| Miguel Lemus Zendejas             | 1 de diciembre de 2007 - 18 de abril de 2008      | XIX Ayuntamiento   | Jorge Ramos Hernández                     |         |
| Gregorio Barreto Luna             | 1 de diciembre de 2004 - 30 de noviembre de 2007  | XVIII Ayuntamiento | Jorge Hank Rhon                           |         |
| Jesús Antonio Gaxiola Higuera     | 1 de diciembre de 2001 - 30 de noviembre de 2004  | XVII Ayuntamiento  | Jesús González Reyes                      |         |
| Leopold Jiménez Sánchez           | 1 de diciembre de 1998 - 30 de noviembre de 2001  | XVI Ayuntamiento   | Francisco Vega de Lamadrid                |         |
| Jesús Gerardo Cortéz Mendoza      | 1 de diciembre de 1995 - 30 de noviembre de 1998  | XV Ayuntamiento    | Héctor Osuna Jaime                        |         |